# 屈原管理区
屈原管理区为中华人民共和国湖南省岳阳市下辖的县级行政管理区，除行政、财税外，其他事务包括民事、区划与统计等全部归入汨罗市。

## 历史
屈原管理区境内在远古就有先民繁衍生息。夏商时属荆州，春秋时属罗子国，战国时期属楚国罗县，西汉属长沙郡，南北朝宋元微二年（479）属湘阴县，隋开皇九年（589）属巴陵郡，唐武德六年（623）改为岳洲。自五代至1961年分立建置前，隶属湘阴县。
1958年6月，湘阴县委根据中央“农业要以粮为纲，解决人口吃饭问题，利用天然湖泊进行蓄洪垦殖”的精神，鉴于汨罗江尾闾及沿江两岸水系紊乱，渍旱频繁，洲土荒芜，血吸虫病横行的现状，为开拓荒洲，扩大耕地面积，根治水患和血吸虫病，作出围垦决定。是年7月，省政府批准上马汨罗江尾闾围垦工程。工程分三期，从1958年10月开工至1961年7月竣工，历时3年，共投资1192.8万元，投工1252万个，围垦总长度58.5千米，完成土方2284万立方米、块石13.5万立方米。河堤按设计标准完成，堤顶高程36.5～37.5米，堤面宽4米，能抗御相应流量所达水位35.10～36.0米。围垦工程完工后，原属湘阴县的营田、河市、黄甲三乡，包括原19个小垸以及新挽的古湖、荞麦湖、枫林湖、白鱼岐洲、土地港洲、沉沙港洲、青港洲、箭皮洲、髓沙洲等地并入新垦屈原垸，建立湘阴县地方国营屈原农场。1961年，改为湖南省辖，始称国营屈原农场，辖9个农业分场和1个水产分场。1966年8月10日，国营屈原农场更名为汨罗江农场。1969年9月22日，汨罗江农场改隶岳阳专区。1979年9月10日，汨罗江农场复名为国营屈原农场，辖8个分场，1个茶场。1984年10月，经岳阳地区批准设立屈原集镇。1986年2月，岳阳专区改为岳阳市市，国营屈原农场改由岳阳市管辖。1988年3月，撤销六分场恢复河市镇。全场共设7个农业分场、2个场辖镇、1个茶场、1个养殖场、1个蚕种场，下辖133个生产队。1993年11月，一分场与屈原集镇合并，设立屈原镇。1994年8月，撤销国营屈原农场，设立屈原行政区，同年经市委、市政府同意，二、三、四、五、七、八分场分别更名为琴棋、磊石、汨江、大江、黄金、白鱼歧办事处，茶场、蚕种场、屈原镇分别更名为凤凰办事处、罗城办事处、营田镇，各办事处和镇、场所属生产队冠以地名命名为村。1998年4月，撤销罗城办事处合并到河市镇，撤销养殖场合并到汨江办事处。1995年12月，恢复国营屈原农场建制。2000年12月，撤销国营屈原农场，设立屈原管理区，为岳阳市人民政府派出机构，全面行使县级人民政府管理职能（正县级）。
2003年4月，经省政府批准，将9个办事处、镇，合并为5个乡镇，其中白鱼歧办事处合并到营田镇，大江办事处与黄金办事处合并为黄金乡，凤凰山办事处与汨江办事处合并为凤凰乡，磊石办事处与琴棋办事处合并为琴棋乡。11月，汨纺改制后，移交管理区，设立边山社区。2007年12月，经省政府批准，撤销边山社区，设立天问街道。河市镇、黄金乡合并为河市镇，凤凰乡、琴棋乡合并为凤凰乡。

## 地理
屈原管理区位于湘江、汨罗江注入东洞庭湖交汇处。地处东经112°55′～113°4′，北纬28°47′30″～29°08′。东边与汨罗市相连，南边与湘阴县相连，西边与湘江相连；北边与洞庭湖相连。区东西横跨19.25公里，南北纵长20.75公里。屈原管理区总面积218平方公里，总人口10万。
屈原管理区水陆交通十分便捷，岳望高速穿境而过，经省道S210线穿过汨罗可连接京广铁路、107国道、京珠高速公路，走湘阴经长湘公路可直达长沙，到省会长沙、名城岳阳只需1个小时，行水路能通江达海，上行可达长沙、湘潭、株洲、重庆等地；下行可达岳阳、武汉、上海、南京等重要城市港口，是平江、汨罗、湘阴、常德、益阳的水路交通集合部，公路总里程达580.315公里。
屈原管理区处洞庭湖下沉过渡性地带，自东南向西北东洞庭湖倾斜的元宝型盆地，属淤积冲积平原，散布低丘岗地。湖洼众多、塘坝棋布、河道回旋、沟渠交错。境内主要水系河市河、黄金河、灰滩河、三洲河、平江河，有灌溉、调蓄、养殖等多种功效。有古湖、荞麦湖等大小内湖、塘坝12个，水面3169.23公顷，可调蓄水量1520万立方米，系全区河渠汇注处和水产品生产基地。管理区属亚热带湿润季风气候，具有四季分明、光照充足、热量丰富、雨水充沛、雨热同期、无霜期长等特征。境内年均气温17.3℃，年均日照1739.6小时，年均降雨量1415.2毫米，多集中春夏两季。相对湿度81%。主要灾害性天气有暴雨、寒潮、冰雹和飓线风。
管理区气候温和，雨量充沛，适宜于植物生长，植被种类繁多。蕨类植物15科25种，裸子植物7科13种，被子植物94科383种。其中属国家一级保护的有木本植物银杏、水杉、红豆杉等，属国家二级保护的有樟树、金钱杉等。水生植物经济价值较高的有湘莲、茭白、芡实、水芹等，生长于洲滩和湖泊。境域属洞庭湖湿地生态类型，鸟类和鱼类资源丰富。鸟类资源有28科52种，属国家二类保护动物有猴面鹰等。鱼类资源有12目22科97种，其中属国家一级保护的有中华鲟、白鲟等。哺乳类动物有10科20种，其中属国家一级保护的有江豚等。两栖类和爬行类有22种。昆虫类有65科171种。地下矿产物主要有黄金、砂砾石、粘土和风化石。境内土壤有3个大类、5个亚类、14个土属、30个土种、4个变种，其中水稻土壤和潮土面积占86%，加上土质肥沃，光照充足，适宜水稻、甘蔗、玉米、蔬菜、瓜果等作物种植。

## 行政区划
屈原管理区下辖1个街道办事处、2个镇、1个乡：
天问街道、营田镇、河市镇和凤凰乡。